# 北卡斯 (明尼蘇達州)
北卡斯（英語：North Cass）是位於美國明尼蘇達州卡斯縣的一個未組織地區。

## 地方資料
北卡斯的面積為726.71平方千米，當中陸地面積為535.85平方千米，而水域面積為190.85平方千米。根據2020年美國人口普查的數據，當地共有人口292人，而人口密度為每平方千米0.4人。